# LGBT Health (журнал)
LGBT Health — рецензируемый научный журнал журнал, публикуемый раз в два месяца. Он посвящён темам здравоохранения применительно к ЛГБТ. Журнал был основан в 2014 году и публикуется Mary Ann Liebert. Главным редактором является William Byne из Icahn School of Medicine at Mount Sinai. Согласно Journal Citation Reports, импакт-фактор журнала в 2022 году составляет 4.8.